# Rhampholyssa antennata
Rhampholyssa antennata es una especie de coleóptero de la familia Meloidae.

## Distribución geográfica
Habita en Uzbekistán y Turkmenistán.